# Liam Graham
Liam Graham (ur. 12 września 2004) – szkocki snookerzysta. W marcu 2023 zdobył tytuł Mistrza Europy EBSA do lat 21 w snookerze. Zajął również drugie miejsce w Shoot Out 2024.

## Wczesne życie
Graham po raz pierwszy zagrał w snookera ze swoim dziadkiem w Glasgow. Jako młodzieniec trenował również pod okiem szkockiego profesjonalisty Alana McManusa. Trenuje również z Fraserem Patrickiem, Joelem Connollym, Jordanem Brownem i Markiem Allenem.

## Kariera
Jako najlepszy szkocki amator do lat 21 otrzymał dziką kartę do Scottish Open w grudniu 2022, gdzie zmierzył się z Michaelem Holtem, przegrywając nieznacznie 4-3.
Graham wygrał Mistrzostwa Europy EBSA do lat 21 w snookerze 2023, które odbyły się na Malcie. W finale pokonał Ukraińca Iuliana Bojko 5–2. Dzięki temu zwycięstwu otrzymał dwuletnią kartę wstępu na World Snooker Tour, rozpoczynającą się od sezonu snookerowego 2023/24.

### 2023/24
Graham zadebiutował w profesjonalnym turnieju Championship League 2023 rozgrywanym na Morningside Arena w Leicester w Anglii w czerwcu 2023. W fazie grupowej rozgrywek każdy z każdym przegrał z Benem Woollastonem i Jimmym Robertsonem, zajmującymi miejsca w pierwszej pięćdziesiątce rankingu, ale zremisował 2:2 z doświadczonym Peterem Linesem. Swoje pierwsze zawodowe zwycięstwo odniósł 17 sierpnia 2023 podczas kwalifikacji do British Open w Leicesterze, pokonując Cao Yupenga 4:3.
Graham miał zmierzyć się z Ronniem O’Sullivanem podczas Scottish Open, ale jego przeciwnik wycofał się rano w dniu imprezy. Graham, który na wydarzeniu miał wielu przyjaciół i członków rodziny, którzy oglądali mecz, powiedział, że uważa zachowanie O’Sullivana za „brak szacunku”.

### 2024/25
We wrześniu 2024 roku podczas Northern Ireland Open pokonał Baipat Siripaporn, a następnie w kolejnej rundzie przegrał z Yuanem Sijunem. W grudniu 2024 dotarł do finału Shoot Out 2024, pokonując He Guoqianga, Alego Cartera, Noppona Saengkhama, Martina O’Donnella i Marka Selby’ego.

## Występy w turniejach w karierze
| Ranking                    |               | [ i ]         | [ i ]         |               | 89  | 96 |
| Turnieje rankingowe        |               |               |               |               |     |    |
| Championship League        | NH            | A             | A             | RR            | RR  | RR |
| Xi’an Grand Prix           | nie rozegrano | nie rozegrano | nie rozegrano | nie rozegrano | LQ  |    |
| Saudi Arabia Masters       | nie rozegrano | nie rozegrano | nie rozegrano | nie rozegrano | 2R  |    |
| English Open               | A             | A             | A             | LQ            | LQ  |    |
| British Open               | NH            | A             | A             | 1R            | 1R  | LQ |
| Wuhan Open                 | nie rozegrano | nie rozegrano | nie rozegrano | LQ            | LQ  | LQ |
| Northern Ireland Open      | A             | A             | A             | LQ            | LQ  |    |
| International Championship | A             | nie rozegrano | nie rozegrano | LQ            | LQ  |    |
| UK Championship            | A             | A             | LQ            | LQ            | LQ  |    |
| Shoot Out                  | 1R            | 1R            | 1R            | 1R            | F   |    |
| Scottish Open              | A             | LQ            | LQ            | 2R            | LQ  |    |
| German Masters             | A             | A             | A             | LQ            | 1R  |    |
| Welsh Open                 | A             | A             | A             | LQ            | LQ  |    |
| World Open                 | A             | nie rozegrano | nie rozegrano | LQ            |     |    |
| World Grand Prix           | DNQ           | DNQ           | DNQ           | DNQ           | DNQ |    |
| Players Championship       | DNQ           | DNQ           | DNQ           | DNQ           | DNQ |    |
| Tour Championship          | DNQ           | DNQ           | DNQ           | DNQ           | DNQ |    |
| World Championship         | A             | A             | LQ            | LQ            | LQ  |    |
| Dawne turnieje rankingowe  |               |               |               |               |     |    |
| European Masters           | A             | A             | A             | LQ            | NH  |    |

1. 1 2  Był amatorem.

| Legenda tabeli wyników              | Legenda tabeli wyników       | Legenda tabeli wyników                     | Legenda tabeli wyników                                                              | Legenda tabeli wyników                     | Legenda tabeli wyników                     |
| ----------------------------------- | ---------------------------- | ------------------------------------------ | ----------------------------------------------------------------------------------- | ------------------------------------------ | ------------------------------------------ |
| LQ                                  | odpadnięcie w kwalifikacjach | #R                                         | odpadnięcie we wczesnej fazie turnieju (WR = runda dzikich kart, RR = faza grupowa) | QF                                         | przegrana w ćwierćfinale                   |
| SF                                  | przegrana w półfinale        | F                                          | przegrana w finale                                                                  | W                                          | zwycięstwo                                 |
| DNQ                                 | nie zakwalifikował/a się     | A                                          | nie brał/a udziału                                                                  | WD                                         | zrezygnował/a w trakcie turnieju           |
| Legenda oznaczeń w tabelach wyników |                              |                                            |                                                                                     |                                            |                                            |
| NH / Nie roz.                       | NH / Nie roz.                | Turniej nie odbył się.                     | Turniej nie odbył się.                                                              | Turniej nie odbył się.                     | Turniej nie odbył się.                     |
| NR / Nie-rank.                      | NR / Nie-rank.               | Turniej nie był zaliczany jako rankingowy. | Turniej nie był zaliczany jako rankingowy.                                          | Turniej nie był zaliczany jako rankingowy. | Turniej nie był zaliczany jako rankingowy. |
| R / Rank.                           | R / Rank.                    | Turniej był zaliczany jako rankingowy.     | Turniej był zaliczany jako rankingowy.                                              | Turniej był zaliczany jako rankingowy.     | Turniej był zaliczany jako rankingowy.     |
| MR / Minor-Rank.                    | MR / Minor-Rank.             | Turniej był zaliczany jako minor ranking.  | Turniej był zaliczany jako minor ranking.                                           | Turniej był zaliczany jako minor ranking.  | Turniej był zaliczany jako minor ranking.  |

## Finały kariery

### Finały rankingowe: 1 (0-1)
| Rezultat  |    | Rok  | Turniej           | Przeciwnik | Wynik |
| --------- | -- | ---- | ----------------- | ---------- | ----- |
| Finalista | 1. | 2024 | Snooker Shoot Out | Tom Ford   | 0–1   |

### Finały amatorskie: 4 (3-1)
| Rezultat  |    | Rok  | Turniej                           | Przeciwnik      | Wynik |
| --------- | -- | ---- | --------------------------------- | --------------- | ----- |
| Zwycięzca | 1. | 2021 | Mistrzostwa Szkocji do lat 21     | Aaron Graham    | 4–2   |
| Zwycięzca | 2. | 2022 | Mistrzostwa Szkocji do lat 21 (2) | Amaan Iqbal     | 5–1   |
| Finalista | 1. | 2022 | Mistrzostwa Szkocji Amatorów      | Michael Collumb | 3–7   |
| Zwycięzca | 3. | 2023 | Mistrzostwa Europy U-21 EBSA      | Julian Bojko    | 5–2   |